# Administratura apostolska południowej Albanii
Administratura apostolska południowej Albanii, jedyna jednostka administracyjna Kościoła katolickiego obrządku bizantyjsko-albańskiego, istnieje od 1939. Obecnym administratorem jest bp Giovanni Peragine (od 2017).

## Administratorzy
- bp Giovanni Peragine B. (2017 – 2024)
- bp Hil Kabashi OFM (1996 – 2017)
- bp Ivan Dias (1992 – 1996)
- bł. abp Nicola Vincenzo Prennushi OFM (1946 – 1952)
- abp Leone Giovanni Battista Nigris (1940 – 1945)